# Tornado de Joplin de 2011
O tornado de Joplin de 2011 foi um grande e devastador tornado de vários vórtices que atingiu Joplin, Missouri, na noite de domingo, 22 de maio de 2011. Parte de um surto de tornado maior no final de maio, o tornado EF5 começou a oeste de Joplin e se intensificou muito rapidamente, atingindo uma largura máxima de quase 1.6 km (1 mi) durante seu trajeto pela zona sul da cidade. O tornado seguiu para o leste através de Joplin e continuou pela I-44 nas partes rurais dos condados de Jasper e Newton, enfraquecendo antes de se dissipar.
O tornado devastou grande parte da cidade de Joplin, danificando cerca de 8 mil prédios e, desses, destruindo mais de 4 mil. Os danos — que incluíram instalações importantes como um dos dois hospitais de Joplin, bem como grande parte de sua infraestrutura básica — totalizaram 2,8 bilhões de dólares, tornando o tornado de Joplin o tornado mais caro da história dos Estados Unidos. O pagamento do seguro foi o mais alto da história do Missouri, com o recorde anterior de 2 bilhões de dólares sendo a tempestade de granizo de 10 de abril de 2001.
No geral, o tornado matou 158 pessoas (com oito mortes indiretas adicionais) e feriu cerca de 1.150 outras pessoas. O tornado Joplin é classificado como um dos tornados mais mortais dos Estados Unidos: foi o tornado mais mortal desde o tornado F5 de 9 de abril de 1947 em Woodward, Oklahoma, e o sétimo mais mortal da história dos Estados Unidos. Foi o tornado mais mortal da história do Missouri, bem como o primeiro tornado desde o tornado Flint-Beecher de 1953 em Michigan, a causar mais de 100 mortes. Foi o primeiro tornado F5/EF5 a ocorrer no Missouri desde 20 de maio de 1957, quando um tornado F5 destruiu vários subúrbios de Kansas City, e apenas o segundo tornado F5/EF5 no Missouri desde 1950. Foi o terceiro tornado a atingir Joplin desde maio de 1971.

## Sinopse meteorológica

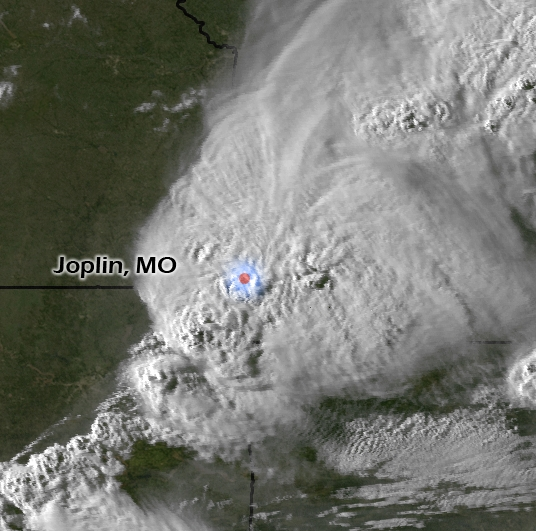
Uma imagem de satélite cortada mostra a tempestade de supercélulas que produziu o tornado Joplin de 2011 às 22:45 UTC, no momento em que se movia pela cidade.

Na noite de 21 de maio, uma área de baixa pressão foi centrada no oeste de Dakota do Sul. Esse recurso, além de taxas de lapso acentuadas e pontos de orvalho acima de 60 °F (16 °C), foi propício ao desenvolvimento de supercélulas no final do dia. A previsão era de granizo muito grande, mas a ameaça de tornado deveria permanecer isolada. (15–16)Às 8:00 CDT (1300 UTC ), o Centro de Previsão de Tempestades do Serviço Nacional de Meteorologia (NWS) emitiu um leve risco de tempestades severas para grande parte das planícies superiores e do meio-oeste.
Às 8:00 am CDT (1300 UTC) em 22 de maio, os meteorologistas do SPC perceberam que um surto climático mais intenso provavelmente ocorreria e atualizaram uma grande faixa do meio-oeste para um risco moderado. Previa-se que o sistema evoluísse para uma onda no início da manhã de segunda-feira, como um vale fortalecido no oeste dos Estados Unidos. Na superfície, uma frente fria deve passar pela região no final do dia, enquanto uma linha seca deve cruzar a frente fria no Kansas. Essas características, acompanhadas pelo sistema de baixa pressão, estimularam o desenvolvimento de tempestades muito fortes ao longo da frente fria. Pelas 11:30 am A previsão atualizada do CDT (1630 UTC), tornou-se mais forte a certeza de que um grande evento climático severo ocorreria naquela tarde. Uma previsão pública de mau tempo foi emitida neste momento, e a previsão afirmava que tempo severo era esperado naquela tarde, com tornados, granizo grande e ventos fortes, todos apontados como ameaças.

Às 13h30 PM CDT (1830 UTC), quatro horas antes do tornado, o Centro de Previsão de Tempestades emitiu um alerta de tornado para o sudoeste do Missouri, para permanecer em vigor até as 9h. PM CDT. (p2)O alerta previu "desenvolvimento de tempestade explosiva", com um "forte tornado ou possíveis" (p20)As trovoadas começaram a desenvolver-se entre as 02:00 e as 03:00 pm sobre o sudeste do Kansas. Eles rapidamente se tornaram severos e, à medida que o desenvolvimento da tempestade continuou se movendo para o leste, os meteorologistas ficaram mais preocupados com o desenvolvimento iminente de um tornado. Um alerta de tornado para a forte tempestade a oeste de Joplin que eventualmente produziu o tornado EF5 foi emitido pela primeira vez às 5:17 PM CDT (22:17 UTC), 17 minutos antes de pousar e 19 minutos antes de entrar na cidade de Joplin.(p17)

## Rastro de tempestade e danos

### Começo
O tornado pousou pela primeira vez em Newton County, Missouri, a leste da fronteira do estado de Missouri - Kansas, aproximadamente 0.80 km (0.5 mi) a sudoeste do cruzamento da South Central City Road com a 32nd Street, às 5:34 PM CDT (22:34 UTC). Testemunhas oculares e caçadores de tempestades relataram vários vórtices girando em torno da circulação principal. Aqui, o tornado derrubou várias árvores grandes na intensidade EF0. As sirenes da defesa civil soaram em Joplin vinte minutos antes do tornado, em resposta ao alerta de tornado emitido às 5:17 PM CDT (22:17 UTC) para os condados do noroeste de Newton e do sudoeste de Jasper, no Missouri, e partes do sudeste do condado de Cherokee, Kansas, mas muitos residentes de Joplin não deram atenção ao aviso ou às sirenes.
O tornado moveu-se para leste-nordeste e se fortaleceu para a intensidade EF1 enquanto continuava pelas áreas rurais em direção a Joplin, quebrando árvores e postes de energia e danificando edifícios externos. Alargando-se, o tornado atingiu o canto sudoeste da cidade, mais densamente povoado, perto do Twin Hills Country Club. Ele danificou gravemente várias casas em uma subdivisão nesta área com força de até EF3. O tornado continuou a causar danos ao EF3 enquanto se movia por outra subdivisão a leste da Iron Gates Road. Numerosas casas foram destruídas e vários veículos foram jogados ao redor, alguns dos quais foram jogados ou jogados contra as casas. O tornado atingiu intensidade EF4 pouco antes de cruzar a avenida S. Schifferdecker

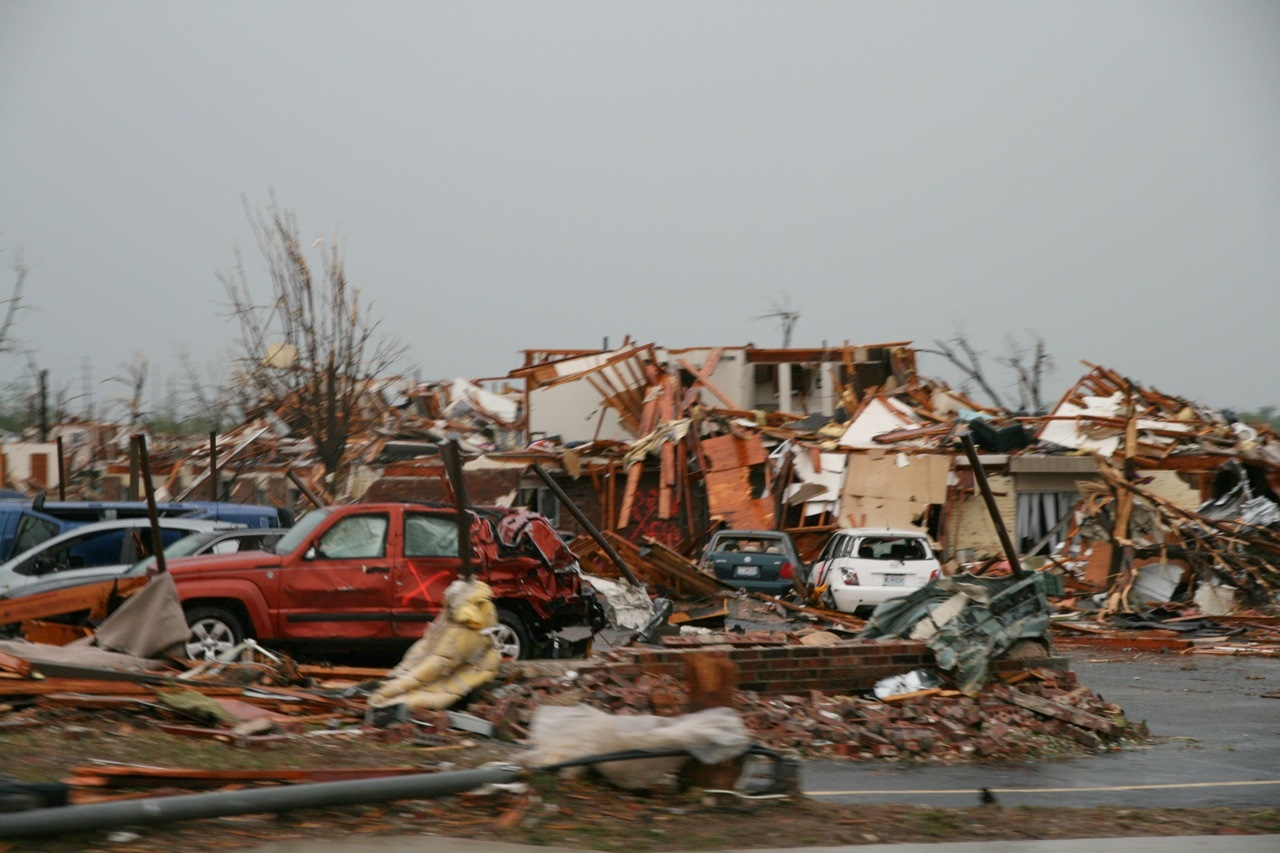
Uma área destruída no caminho de dano do tornado é vista em 23 de maio.

### Intensidade EF5 em Joplin
O tornado agora maciço e em forma de cunha cruzou a avenida S. Schifferdecker às 5:38 PM CDT (22:38 UTC), (p17)produzindo sua primeira área de dano EF4 apenas quatro minutos após tocar o solo, já que vários prédios comerciais pequenos, mas bem construídos, foram destruídos. Danos consistentes de EF4 a EF5 foram observados a leste da avenida S. Schifferdecker e continuaram na maior parte do sul de Joplin. Numerosas casas, empresas e edifícios médicos foram destruídos nesta área, com paredes de concreto colapsadas e esmagadas nas fundações. Um grande degrau reforçado com aço e uma estrutura de piso que leva a um prédio médico completamente destruído foi "desviado para cima várias polegadas e rachado". As treliças de aço de alguns dos edifícios foram "enroladas como papel" e foi observada deformação ou torção das principais vigas de suporte. Vários veículos foram jogados e mutilados ou enrolados em árvores próximas. Várias paradas de estacionamento de concreto de 300 libras ancoradas com vergalhões foram arrancadas de um estacionamento nesta área e lançadas até 55 m (60 yd) longe. Partha Sarkar, engenheiro eólico da Iowa State University, calculou a força necessária para remover as paradas de estacionamento do estacionamento e descobriu que ventos superiores a 320 km/h (200 mph) teria sido necessário.

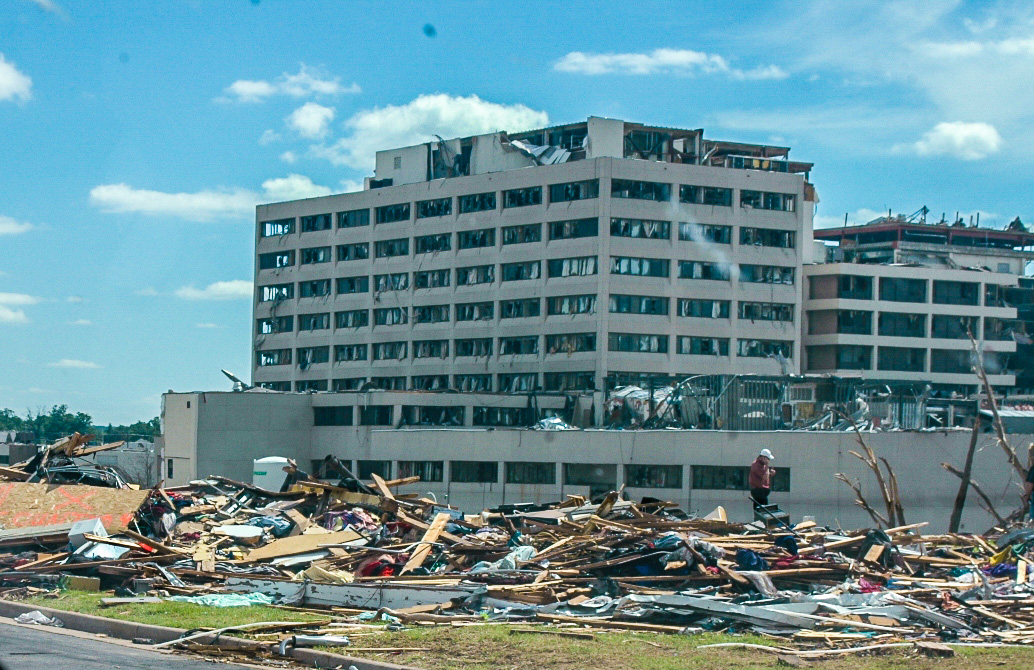
O St. John's Regional Medical Center sofreu danos no EF5 e teve que ser demolido devido à deformação de sua fundação e sistema de sustentação.

Os danos tornaram-se notavelmente generalizados e catastróficos em torno do St. John's Regional Medical Center, que perdeu quase todas as janelas em três lados, paredes internas, tetos e parte de seu telhado; seu helicóptero de vôo de vida também foi varrido e destruído. A perda de energia de recurso causou cinco fatalidades, e o prédio de nove andares foi tão danificado que foi considerado estruturalmente comprometido e posteriormente demolido. De acordo com o escritório da NWS em Springfield, Missouri, tais danos estruturais extremos a uma estrutura tão grande e bem construída provavelmente indicam ventos de 200 mph ou mais. Os veículos no estacionamento do hospital foram jogados para o ar e desfeitos além do reconhecimento, incluindo um caminhão que foi lançado 114 m (125 yd) e enrolado completamente em uma árvore descascada. Pequenos detritos do hospital, incluindo raios-X, relatórios médicos e registros dentários, foram encontrados nos condados de Greene e Polk, muitos quilômetros a leste. O acúmulo de detritos em vento foi observado nesta área, e mais paradas de estacionamento de concreto foram removidas do estacionamento do St. John's. Praticamente todas as casas perto do McClelland Boulevard e da 26th Street foram destruídas; alguns foram completamente varridos e as árvores sofreram forte descascamento.

#### Intensidade de pico

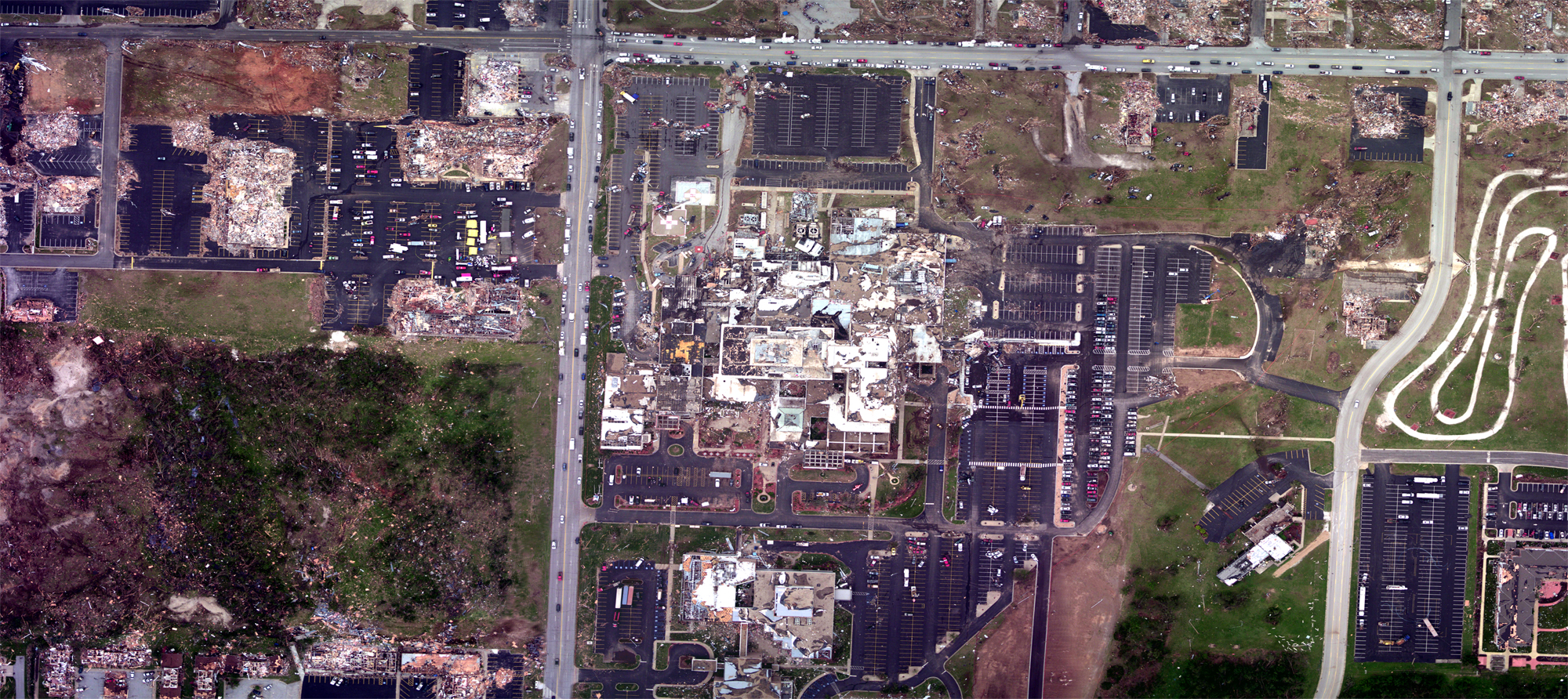
Vista aérea do campus do St. John's Regional Medical Center

Conforme o tornado seguia para o leste, ele manteve a força do EF5 ao cruzar a Main Street (Rota 43) entre as ruas 20 e 26. Danificou fortemente todas as empresas ao longo desse trecho e praticamente destruiu vários prédios institucionais. Ele rastreou ao sul do centro da cidade, errando por pouco. Bairros inteiros foram destruídos nesta área com mais algumas casas varridas e as árvores foram completamente arrancadas de suas cascas. Em algumas residências, as varandas de concreto armado foram deformadas ou, em alguns casos, totalmente arrancadas. Danos nas calçadas também foram observados em algumas residências. Numerosos veículos foram jogados em vários quarteirões e alguns proprietários nunca localizaram seus veículos. Uma grande igreja, uma casa de repouso, Franklin Technology Center, St. Mary's Catholic Church and School e Joplin High School foram todos destruídos ao longo deste corredor. A casa de repouso Greenbriar foi completamente destruída, com 21 mortes ocorrendo apenas lá. Ninguém estava na escola na época, pois as cerimônias de formatura aconteceram a cerca de 4.8 km (3 mi) ao norte na Missouri Southern State University havia concluído pouco antes da tempestade. Pedaços de papelão foram encontrados embutidos em paredes de estuque que permaneceram de pé na Joplin High School. Vigas de aço e pedaços de cerca foram profundamente cravados no solo em campos próximos à escola, postes de cerca de aço foram dobrados no chão em direções opostas e um ônibus escolar foi jogado em uma garagem de ônibus próxima. Quando o tornado cruzou a avenida Connecticut mais a leste, destruiu vários grandes prédios de apartamentos, uma mercearia Dillons e um banco. Apenas o cofre de concreto do cofre permaneceu no banco, e um 2x4 de madeira foi encontrado completamente atravessado por um meio-fio de concreto em um local. O tornado então se aproximou da Rangeline Road, a principal faixa comercial na parte leste de Joplin, afetando outros bairros ao longo da 20th Street.

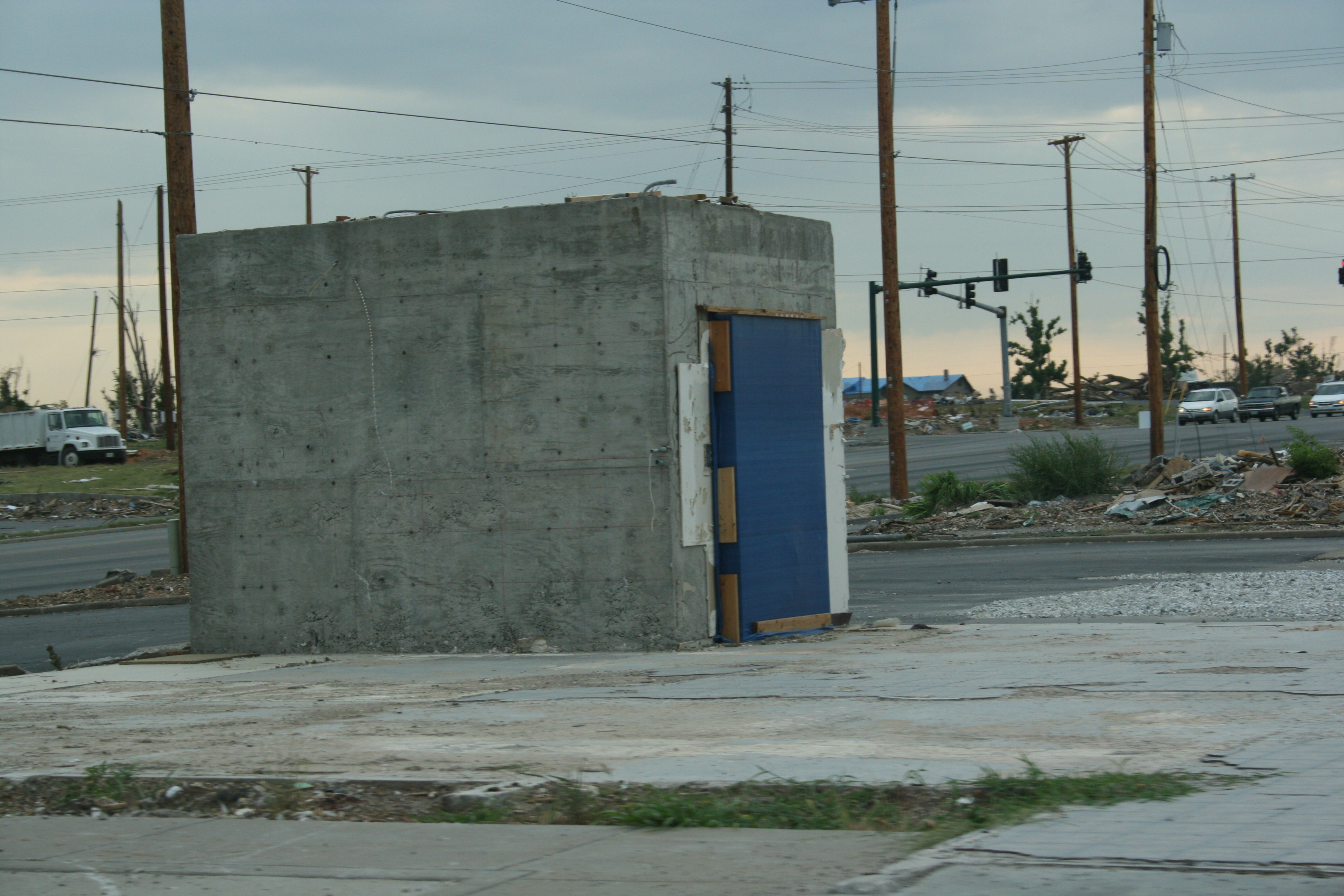
O cofre do cofre é visto após o tornado, tendo permanecido intacto apesar da destruição do prédio do banco que o abrigava.

O tornado agora fortemente envolto em chuva continuou na intensidade EF5 ao cruzar a Range Line Road. Naquele corredor entre as ruas 13 e 32, o tornado continuou produzindo danos catastróficos ao atingir seu ponto mais largo quase 1.6 km (1 mi) de largura. Quando o tornado atingiu a Pizza Hut em 1901 South Range Line Road, o gerente da loja, Christopher Lucas, reuniu quatro funcionários e 15 clientes em um freezer. Com dificuldade para fechar a porta, ele enrolou uma corda elástica segurando a porta fechada em seu braço até ser sugado e morto pelo tornado. O tornado destruiu completamente um supercentro do Walmart, uma Home Depot e vários outros negócios e restaurantes nesta área, muitos dos quais foram destruídos. Numerosas treliças de telhado de metal foram arrancadas do prédio da Home Depot e foram encontradas quebradas e mutiladas em campos próximos. Carros originários do estacionamento da Home Depot foram encontrados a centenas de metros de distância. O asfalto foi removido dos estacionamentos do Walmart e de uma pizzaria próxima, e grandes carretas foram arremessadas até 180 m (200 yd) longe. Uma loja da Academy Sports + Outdoors ao longo da Range Line sofreu grandes danos estruturais, e uma cadeira foi encontrada empalada com as pernas para a frente em uma parede externa de estuque ali. Um complexo de apartamentos de três andares nas proximidades também foi devastado e duas torres de telefonia celular desabaram. Nesta área, vários carros foram jogados e empilhados uns sobre os outros, tampas de bueiros de 100 libras foram removidas das estradas e jogadas, o solo vasculhado e uma fábrica de distribuição da Pepsi foi completamente nivelada. Cálculos adicionais com relação às tampas de bueiros de Partha Sarkar revelaram que os ventos deveriam ter excedido 200 mph para que as tampas dos bueiros sejam removidas. Muitas fatalidades ocorreram nesta área e o dano foi classificado como EF5.

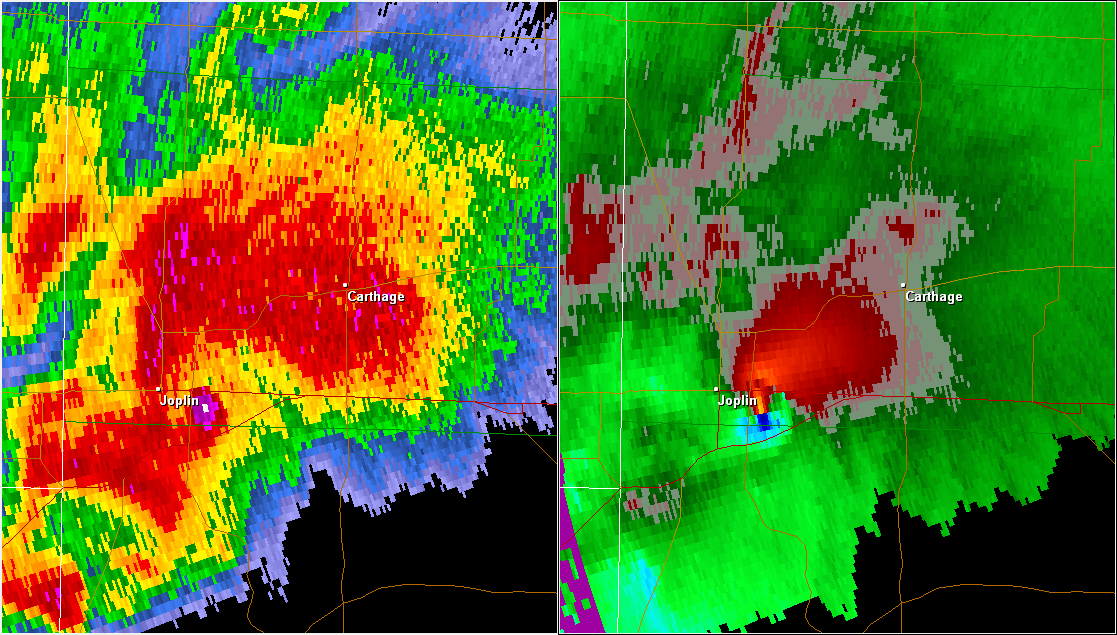
Uma imagem de radar da supercélula que produziu o tornado mostra um " eco de gancho " distinto (esquerda) e uma impressionante assinatura de velocidade (direita).

Danos extremos continuaram na área de Duquesne Road, no sudeste de Joplin. Muitas casas e edifícios industriais e comerciais também foram destruídos nesta área. O parque industrial perto da esquina da 20th com a Duquesne foi especialmente atingido com quase todos os prédios destruídos. Várias grandes estruturas de armazéns de metal foram varridas de suas fundações, e vários veículos industriais pesados foram lançados até 370 m (400 yd) longe nesta área. Um dos muitos armazéns afetados foi um armazém da Cummins, um edifício de bloco de concreto e aço que foi destruído. A última área de dano do EF5 ocorreu no parque industrial, e um posto de gasolina Fasttrip próximo e uma loja de conveniência foram completamente destruídos. Muitas casas foram destruídas mais a leste na força EF3 a EF4 em uma subdivisão próxima, e a East Middle School sofreu grandes danos.

### Enfraquecimento e dissipação
O tornado então continuou em uma trajetória de leste a leste-sudeste em direção à I-44, onde enfraqueceu; no entanto, os veículos foram arrancados da rodovia e mutilados perto da US 71 (saída 11) no que é agora o trevo I-49. O dano dentro e ao redor do trevo foi classificado de EF2 a EF3. O tornado enfraquecido continuou a se espalhar pelas áreas rurais do sudeste do condado de Jasper e do nordeste do condado de Newton, onde os danos foram geralmente menores a moderados, com árvores, casas móveis, dependências e casas de madeira danificadas principalmente na força EF0 a EF1. O tornado passou a leste de Diamond às 6:20 PM CDT (23:20 UTC), de acordo com levantamentos aéreos. O comprimento total da pista foi de 34.79 km (21.62 mi) de comprimento, e o tornado subiu 1.6 km (1 mi) em seu ponto mais largo. Um total de 158 pessoas foram mortas e mais de 1.150 outras ficaram feridas ao longo do caminho. Um tornado EF2 separado pousou perto de Wentworth da mesma supercélula cerca de 40 km (25 mi) a leste-sudeste de Joplin, começando cerca de dez minutos antes da dissipação deste tornado.

## Resultado e impacto

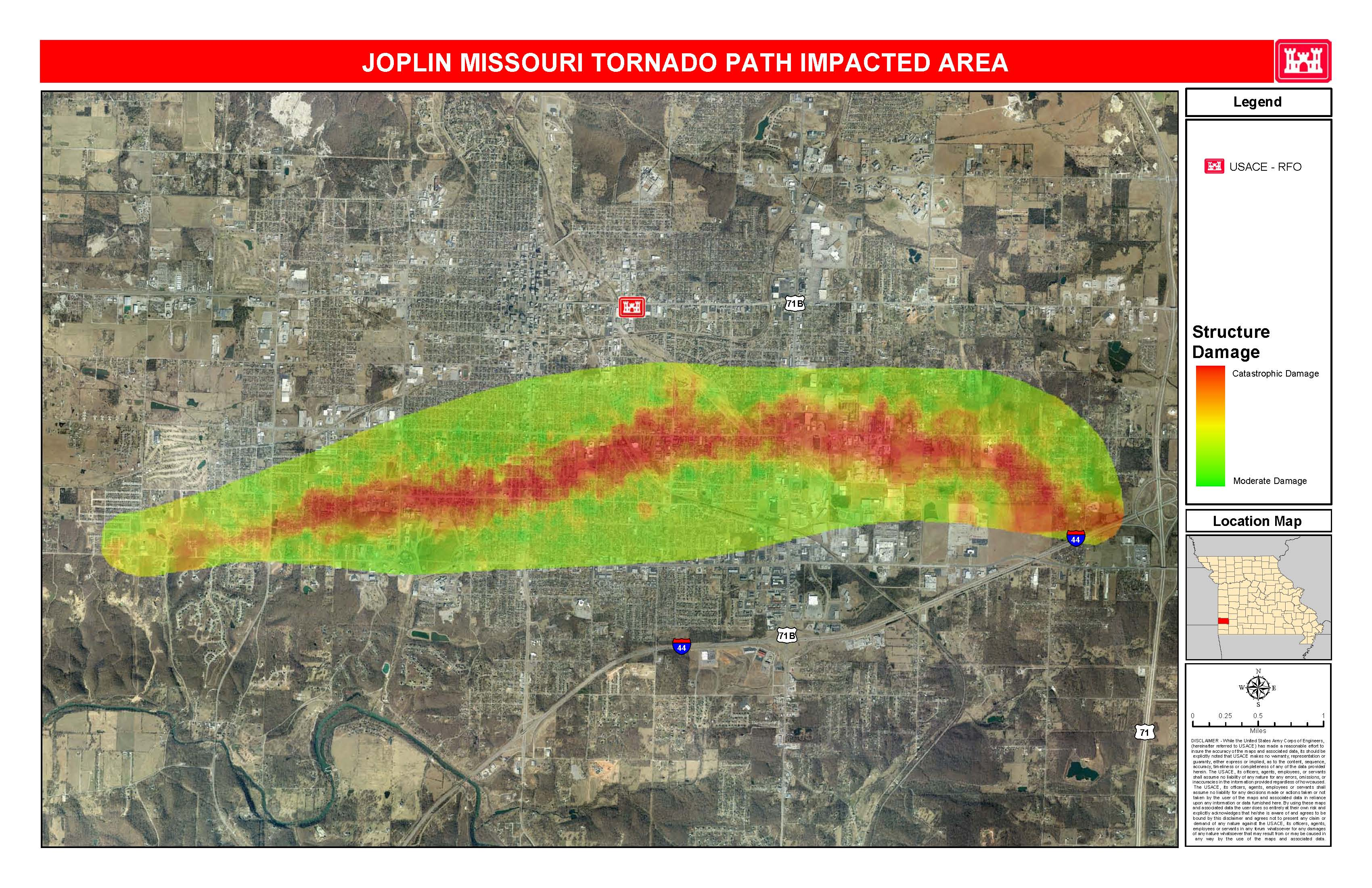
Um mapa do Corpo de Engenheiros do Exército dos Estados Unidos mostra o caminho dos danos do tornado conforme ele se movia quase para o leste através de Joplin, com os danos mais intensos perto de sua linha central.

Uma pesquisa preliminar dos danos do tornado pelo escritório da NWS em Springfield começou em 23 de maio. A pesquisa inicial confirmou um tornado violento classificado como um EF4 de ponta. Pesquisas de danos subsequentes, no entanto, encontraram evidências de danos mais intensos e, portanto, o tornado foi atualizado para um EF5 com ventos estimados acima de 320 km/h (200 mph), com pico de 362 to 402 km/h (225 to 250 mph).
A extensão dos danos foi imensa: de acordo com a filial local da Cruz Vermelha Americana, cerca de 25% de Joplin foi destruída, embora as autoridades de emergência tenham relatado algum nível de dano em cerca de 75% da cidade. Uma semana após o tornado, o prefeito de Joplin estimou que 25% dos negócios licenciados na cidade foram danificados ou destruídos.
As contas oficiais do número preciso de edifícios danificados ou destruídos variam um pouco. De acordo com o relatório técnico do Instituto Nacional de Padrões e Tecnologia (NIST), no total 7.964 edifícios foram danificados em Joplin, incluindo 7.411 edifícios residenciais e 553 não residenciais. Pelo menos 3.734 desses edifícios (incluindo 3.181 dos edifícios residenciais e todos os 553 dos edifícios não residenciais) sofreram tantos danos que foram considerados destruídos. (p77) De acordo com um estudo da Agência Federal de Gerenciamento de Emergências (FEMA), 8.264 casas foram afetadas e, dessas, 3.884 foram "significativamente danificadas" e 4.380 foram destruídas.(p8)

### A infraestrutura
O tornado também danificou gravemente a infraestrutura crítica da cidade, dificultando a resposta de emergência e os esforços de recuperação. Aproximadamente 4.000 postes de distribuição de eletricidade foram danificados, mais de 110 milhas de linhas de distribuição derrubadas, 135 torres de transmissão "afetadas" e uma subestação elétrica no caminho do tornado foi completamente destruída (mais duas foram danificadas, mas reparáveis). Imediatamente após a tempestade, aproximadamente 20.000 pessoas ficaram sem energia, e aqueles com casas intactas não puderam recuperá-la até 10 a 12 dias depois, quando suas residências foram aprovadas para ocupação segura. O custo final da reconstrução do sistema elétrico danificado de Joplin foi calculado em $ 25,7 milhões. (222–224)
O tornado também causou cerca de 4.000 vazamentos nas linhas de abastecimento de água, diminuindo a pressão do sistema de água de Joplin abaixo do nível operacional e exigindo um esforço bloco a bloco para encontrar e consertar os vazamentos nas linhas de serviço, com uma ordem de fervura de água emitida para toda a cidade no enquanto isso. A pressão da água voltou ao normal fora da área danificada em 48 horas, e a ordem de fervura da água foi suspensa após cinco dias e meio. (224–226)Aproximadamente 3.500 medidores de gás e 55.000 pés de tubulação de gás foram danificados e levou duas semanas para conter cada vazamento de gás; alguns canos elétricos danificados não puderam ser desligados porque atendiam a instalações críticas como o Freeman Health System, o único hospital remanescente em Joplin. (p226)No leste de Joplin, 1,400 to 2,300 kg (3,000 to 5,000 lb) de amônia anidra foi liberado de uma válvula em uma instalação de caminhões e rapidamente contido; não ocorreram liberações tóxicas significativas.
Com 21 torres de celular desligadas e cabos de fibra danificados, as comunicações celulares – chamadas de voz em particular, mensagens de texto menos – foram fortemente impedidas. Torres de celular temporárias foram implantadas por operadoras sem fio para preencher a lacuna em 24 horas. (p226)Em 24 de maio, três torres de propriedade da AT&T e da Sprint foram restauradas.

### Seguro
Uma estimativa inicial da empresa de modelagem de risco de catástrofe Eqecat, Inc. colocou as perdas seguradas do tornado em um a três bilhões de dólares. Em meados de junho, mais de 19.000 pedidos de seguro haviam sido registrados, um número que acabou subindo para 61.000, com um pagamento total de mais de US$ 2 bilhões - 31% indo para proprietários de residências e 5% para aqueles que perderam veículos. O impacto na indústria de seguros não se deveu tanto ao número de sinistros, mas ao efeito cumulativo de um número tão grande de sinistros totais. Mais de 2.500 pessoas locais empregadas em seguros estiveram envolvidas de alguma forma. Presumia-se que a State Farm assumiria a maior parcela dessas perdas, com participação de mercado de 27% para seguros residenciais e 21% para seguros de automóveis.
Os $ 2,8 bilhões em danos são a maior quantia para um tornado desde 1950.

### Vítimas

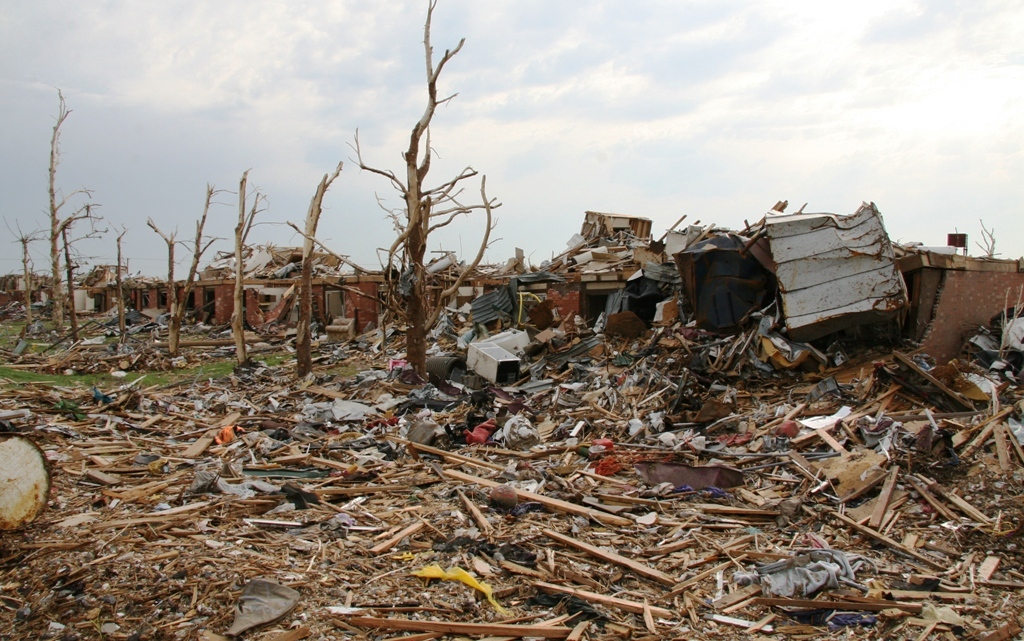
Os danos extremos do tornado ainda estão claros em 14 de junho, quase três semanas depois, com árvores descascadas visíveis na frente das casas destruídas.

Em maio de 2013, o número oficial de mortos do NWS foi listado em 158, enquanto a cidade de Joplin listou o número de mortos em 161 (158 diretos). A lista subiu para 162, até que os ferimentos de um homem não estavam relacionados ao evento. Em uma fatalidade indireta, um policial foi atingido por um raio e morto enquanto ajudava nos esforços de recuperação e limpeza no dia seguinte à tempestade. Outras cinco mortes indiretas ocorreram após um surto da doença de mucormicose infectar 13 pessoas, possivelmente 18 pessoas.  Pouco depois do tornado, as autoridades listaram 1.300 pessoas como desaparecidas, mas o número diminuiu rapidamente à medida que eram contabilizadas. Muitas pessoas teriam ficado presas em casas destruídas. Dezessete pessoas foram resgatadas dos escombros um dia após o tornado. De 146 conjuntos de restos mortais recuperados dos escombros, 134 vítimas foram identificadas positivamente até 1º de junho Este total incluiu quatro conjuntos de restos mortais parciais, alguns dos quais podem ter sido de uma única pessoa. Em 2 de junho, foi anunciado que mais quatro vítimas haviam morrido.
Seis pessoas morreram quando o Centro Médico Regional de St. John foi atingido pelo tornado. Cinco dessas mortes foram de pacientes em ventiladores que morreram depois que o prédio perdeu energia e um gerador de reserva não funcionou. A sexta fatalidade foi um visitante do hospital.
O Joplin Globe informou que 54% das pessoas mortas morreram em suas residências, 32% morreram em áreas não residenciais e 14% morreram em veículos ou ao ar livre. Funcionários de Joplin após o tornado anunciaram planos para exigir laços de furacão ou outros fixadores entre as casas e suas fundações (os dispositivos adicionam cerca de US $ 600 aos custos de construção). As autoridades rejeitaram uma proposta de exigir porões de concreto em novas casas. As autoridades observaram que, em 2009, apenas 28% das novas casas de Joplin tinham porões, em comparação com 38% duas décadas antes.
Pelo menos 1.150 pessoas ficaram feridas com gravidade suficiente para procurar tratamento em hospitais regionais. Os ferimentos variaram de cortes e hematomas a empalamento por grandes detritos.
As autoridades disseram que resgataram 944 animais de estimação e reuniram 292 com os donos.

### Disputa de classificação

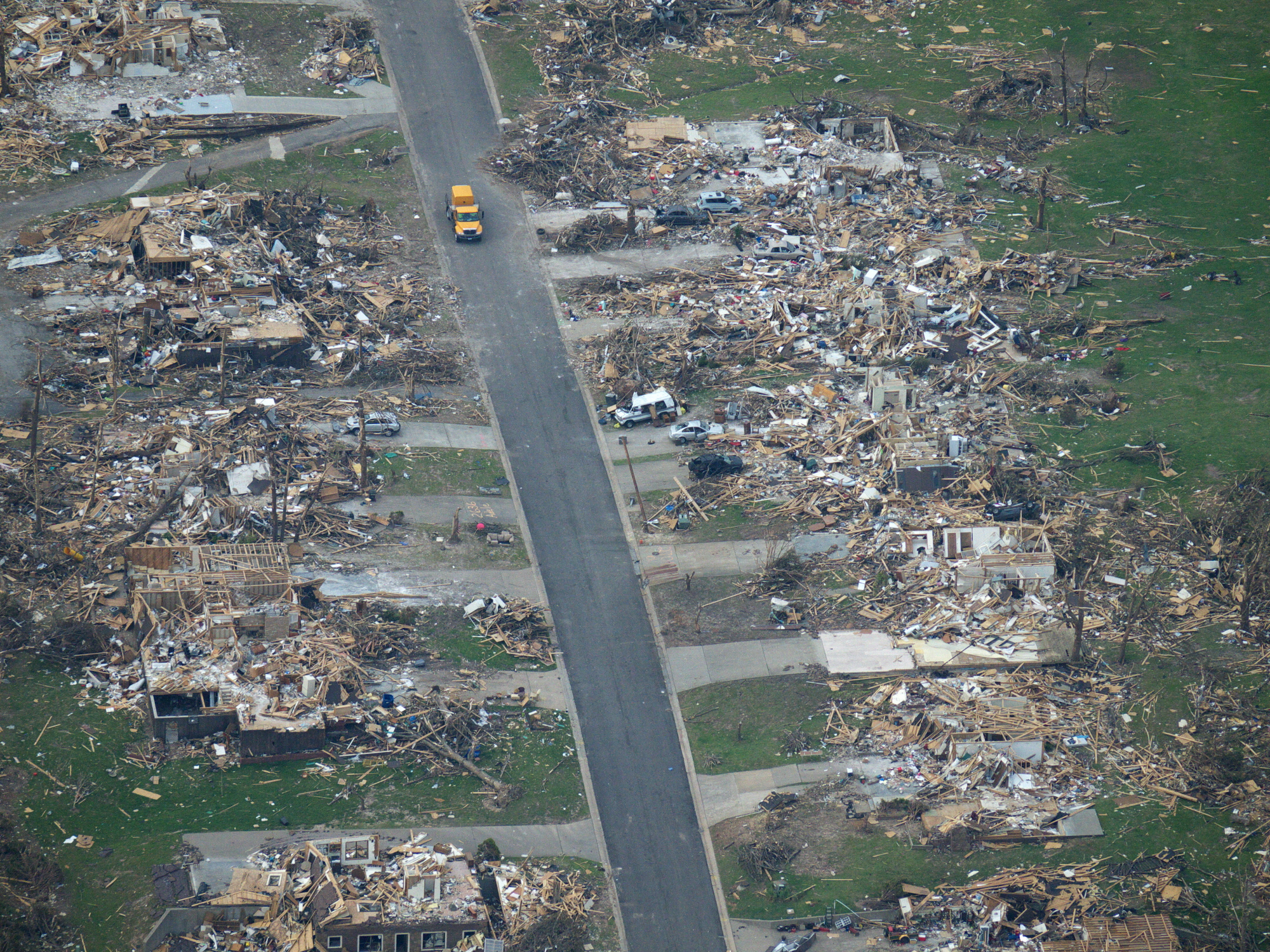
Joplin, dez dias após o tornado

Em 2013, a Sociedade Americana de Engenheiros Civis publicou um estudo contestando a classificação EF5 inicial do tornado, com base no levantamento de danos em mais de 150 estruturas em um segmento de seis milhas do caminho da tempestade. De acordo com o relatório, mais de 83% dos danos foram causados por ventos de 135 milhas por hora ou menos, a velocidade máxima do vento de um tornado EF2. Um adicional de 13% foi causado por velocidades de vento EF3 e 3% foi consistente com ventos EF4. O estudo não encontrou danos consistentes com ventos de mais de 200 milhas por hora, o limite mínimo de um tornado EF5. Os pesquisadores concluíram que a incapacidade de encontrar os danos do EF5 se devia à ausência de padrões de construção capazes de determinar as velocidades de vento necessárias. Bill Colbourne, um membro da equipe de engenharia que pesquisou os danos, declarou que "um número relativamente grande de edifícios poderia ter sobrevivido em Joplin se tivessem sido construídos para suportar ventos de furacões".
No entanto, a classificação EF5 permaneceu. O escritório do NWS em Springfield afirmou que suas equipes de pesquisa encontraram apenas uma pequena área de dano estrutural do EF5 e que poderia facilmente ter passado despercebido na pesquisa (no St. John's Medical Center e arredores). Bill Davis, chefe do escritório NWS de Springfield, disse que os resultados do estudo "não me surpreendem em nada", acrescentando que "havia apenas uma área muito pequena de dano do EF5 em Joplin... foi dano EF4. Levamos mais tempo para identificar o dano do EF5 e seriam necessários ventos de mais de 200 milhas por hora para causar esse dano." Além disso, a base para a classificação EF5 em Joplin foi principalmente contextual e não estrutural, com indicadores de danos não convencionais, como a remoção de paradas de estacionamento de concreto, tampas de bueiro, varandas de concreto armado, calçadas e asfalto usado para chegar a uma classificação final. A presença de detritos estruturais levados pelo vento, ocorrências de veículos muito grandes, como ônibus, vans e semi-caminhões sendo lançados centenas de metros a vários quarteirões de seus pontos de origem, o fato de que alguns proprietários nunca localizaram seus veículos e a esmagadora a extensão e a totalidade da destruição em Joplin também foram levadas em consideração.

## Resposta
Imediatamente após o desastre, equipes de emergência foram enviadas para dentro e para a cidade para realizar esforços de busca e resgate. O então governador Jay Nixon declarou estado de emergência para a área de Joplin logo após o tornado e ordenou que tropas da Guarda Nacional do Missouri fossem para a cidade. Em 23 de maio, a Força-Tarefa Um do Missouri (composta por 85 pessoas, quatro cães e equipamentos pesados) chegou e começou a procurar pessoas desaparecidas. Cinco equipes de resgate pesadas também foram enviadas para a cidade um dia depois. Em dois dias, várias agências chegaram para ajudar os residentes no processo de recuperação. A Guarda Nacional destacou 191 funcionários e colocou mais 2.000 em espera para serem destacados, se necessário. Além disso, a Patrulha Rodoviária do Estado de Missouri forneceu 180 soldados para ajudar o Departamento de Polícia de Joplin e outras agências locais com esforços de aplicação da lei, resgate e recuperação, que também incluíram o envio de cinco equipes de greve de ambulâncias e um total de 25 ambulâncias nas áreas afetadas. área em 24 de maio, bem como mais de 75 fuzileiros navais do Ft. Base do Exército Leonard Wood. Devido aos graves danos causados pelo tornado, o Piccadilly Circus itinerante não conseguiu se apresentar conforme programado. Como resultado, os funcionários do circo trouxeram seus dois elefantes adultos para ajudar a arrastar automóveis danificados e outros entulhos pesados para fora das ruas.
Em maio de 2012, a Guarda Nacional do Missouri divulgou documentos mostrando que quatro soldados saquearam eletrônicos de consumo de um Walmart em ruínas durante esforços para localizar sobreviventes no dia seguinte ao tornado. Segundo o memorando investigativo, eles acreditavam que a mercadoria seria destruída. Todos os quatro soldados foram rebaixados e tiveram cartas de repreensão colocadas em seus arquivos pessoais, mas nunca foram processados, embora muitos saqueadores civis tenham sido.

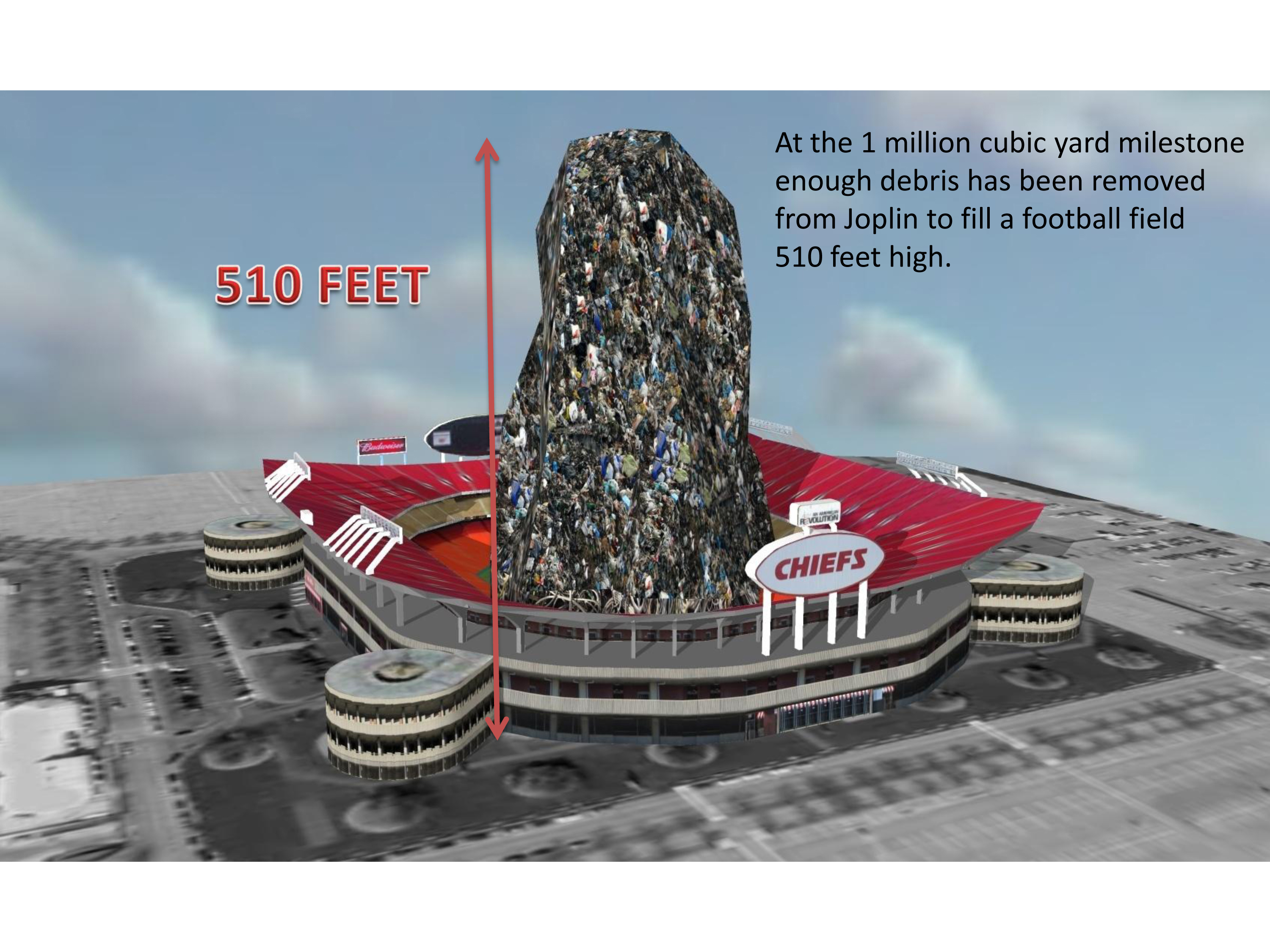
O Corpo de Engenheiros do Exército dos EUA produziu este gráfico para ilustrar a quantidade de destroços removidos de Joplin apenas seis semanas após o tornado.

O tornado Joplin gerou cerca de 3 milhões de metros cúbicos de detritos, uma quantidade suficiente para cobrir um campo de futebol de 120 andares.(p19)Os esforços de remoção duraram meses e, no auge, mais de 410 caminhões por dia transportavam detritos para aterros na própria Joplin, bem como nas proximidades de Galena e Lamar.
O tornado também levou a uma nova contaminação por chumbo em muitas propriedades de Joplin. Joplin foi o local de mineração e processamento de chumbo por décadas antes que os esforços de limpeza começassem em meados da década de 1990, e a agitação da superfície do tornado ao varrer as casas das fundações e arrancar árvores contaminou cerca de 40% dos quintais no sul de Joplin, deixando para trás pedaços de chumbo bruto são do tamanho de bolas de tênis ou golfe. A cidade gastou mais de US $ 5 milhões para limpar as propriedades usando subsídios da Agência de Proteção Ambiental, raspando o solo superficial e substituindo-o por solo limpo, além de exigir que os construtores na área danificada testem o chumbo e o limpem antes da construção.
O tornado também destacou uma nova forma de resposta a desastres, usando a mídia social. Esse tipo de resposta a desastres agora é conhecido como gerenciamento de emergência de mídia social. Os meios de comunicação começaram a agregar imagens e vídeos de testemunhas oculares compartilhados nas mídias sociais. Grupos públicos do Facebook liderados por cidadãos e sites coordenados de informações, necessidades e ofertas. Os resultados foram tão eficazes que o projeto se tornou finalista do Prêmio Mashable de 2011 para a Melhor Campanha de Boa Causa Social.

### Atenção nacional

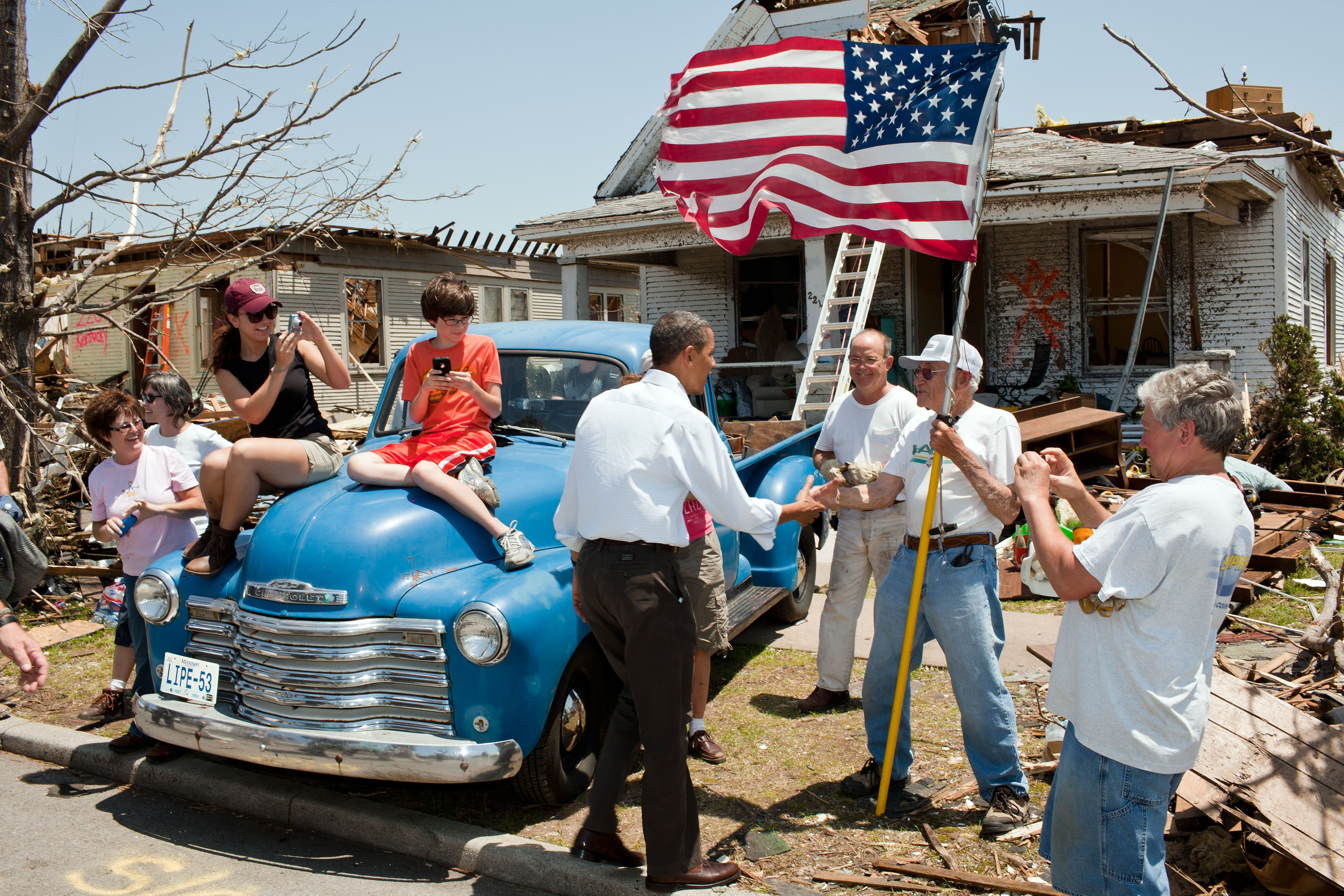
O presidente Obama cumprimenta um sobrevivente do tornado em 29 de maio de 2011.

O presidente Barack Obama visitou a comunidade em 29 de maio, voando para o Aeroporto Regional de Joplin e falando em um memorial no Taylor Performing Arts Center na Missouri Southern State University cerca de 3.2 km (2 mi) ao norte do pior da devastação. Obama estava em visita de Estado à Europa no momento da tempestade. Membros da polêmica Igreja Batista de Westboro também deveriam protestar no mesmo dia em Joplin, mas não compareceram. Houve um grande contraprotesto organizado em resposta ao protesto de Westboro, no qual milhares de manifestantes apareceram segurando cartazes dizendo: "Deus ama Joplin" e "Nós apoiamos você Joplin".
O presidente Obama também fez o discurso de formatura na Joplin High School em 21 de maio de 2012, um ano após o tornado.

## Reconstrução e recuperação
A FEMA manteve uma grande presença em Joplin após o tornado, com até 820 funcionários trabalhando na cidade. Um empreendimento da FEMA foi a construção de 15 locais de habitação temporária em Joplin e arredores, que abrigaram 586 famílias/residências em seu pico.
A cidade, alertada por autoridades federais de que deveria esperar perder 25% de sua população após o tornado, respondeu rapidamente e construiu uma média de cinco casas por semana entre 2011 e 2022. A maioria das empresas reabriu e mais de 300 novas empresas abriram entre 2011 e o início de 2016.
Em abril de 2012, os eleitores de Joplin aprovaram uma fiança de $ 62 milhões para continuar construindo novas escolas e reparar as existentes danificadas.
Os engenheiros criticaram a construção inclinada do prédio da Home Depot, na qual todas as paredes, exceto duas, desabaram em um efeito dominó depois que o tornado levantou o telhado, matando sete pessoas na frente da loja (embora 28 pessoas na parte de trás a loja sobreviveu quando aquelas paredes desabaram para fora). Funcionários da Home Depot discordaram do estudo publicado pelo The Kansas City Star e disseram que usariam a prática de tilt-up quando reconstruíssem a loja Joplin. Em 1 de junho, a Home Depot disse que teria um novo depósito temporário de 30,000 sq ft (2,800 m2)   edifício erguido e operacional dentro de duas semanas. Nesse ínterim, abriu suas portas no estacionamento do prédio demolido. Em 20 de junho, a Home Depot abriu um depósito temporário de 60,000 sq ft (5,600 m2)   edifício construído pela equipe de recuperação de desastres da empresa.
Em dois anos, os trabalhadores da cidade e grupos comunitários compilaram e publicaram " Joplin Pays it Forward " para dar conselhos de recuperação a outros lugares atingidos por desastres. Muitas casas e empresas foram reconstruídas desde o tornado. A Joplin High School foi reaberta em 2 de setembro de 2014. O St. John's Regional Medical Center (agora Mercy Hospital ) teve que ser reconstruído e reaberto em 2015.

### Impactos na saúde mental
Dezoito pessoas cometeram suicídio após o tornado, de acordo com o diretor executivo da Community Clinic of Southwest Missouri, copresidente da equipe de recuperação de longo prazo da cidade. As chamadas sobre violência doméstica cresceram no ano seguinte ao desastre.

## Na cultura popular
Vários documentários foram produzidos sobre o tornado Joplin e seus efeitos na cidade. Estes incluem Heartland: A Portrait of Survival, dirigido por Erica Tremblay e apresentado no Omaha Film Festival e no St. Louis International Film Festival, bem como Deadline in Disaster (dirigido por Beth Pike), que se seguiu a equipe do The Joplin Globe após o tornado e recebeu um Emmy regional na categoria Documentário-Cultural durante o 37º Mid-America Emmy Awards.
Em outubro de 2011, o The Joplin Globe lançou um livro ilustrado de capa dura intitulado 32 Minutes in May: The Joplin Tornado.